# Route 490 (Terre-Neuve-et-Labrador)
Pour les articles homonymes, voir Route 490.
La route 490 est une route tertiaire de la province de Terre-Neuve-et-Labrador d'orientation ouest-est située dans l'ouest de l'île de Terre-Neuve, dans la région de Stephenville. Elle est une route moyennement empruntée, reliant la route 1, la Route Transcanadienne, à Stephenville (depuis la 1 est principalement), en passant par Stephenville Crossing et suivant la rive est de la baie Saint-George's. Elle est aussi la rue principale de Stephenville. Route alternative de la 460, elle est nommée West Street, Carolina Avenue et Main Street, mesure 23 kilomètres, et est une route asphaltée sur la totalité de son tracé.

## Communautés traversées
- Stephenville Crossing
- Stephenville